# Зирксраде
Зирксраде (нем. Sierksrade) — община в Германии, в земле Шлезвиг-Гольштейн. 
Входит в состав района Герцогство Лауэнбург. Подчиняется управлению Беркентин.  Население составляет 331 человек (на 31 декабря 2010 года). Занимает площадь 4 км².